# NGC 4693
NGC 4693 is een spiraalvormig sterrenstelsel in het sterrenbeeld Draak. Het hemelobject werd op 7 april 1793 ontdekt door de Duits-Britse astronoom William Herschel.

## Synoniemen
- UGC 7962
- MCG 12-12-18
- ZWG 335.23
- IRAS 12452+7126
- PGC 43141